# San Juan Yaeé
San Juan Yaeé es una localidad del estado mexicano de Oaxaca. Es cabecera del municipio de San Juan Yaeé.

## Demografía
| Censo | Población |
| ----- | --------- |
| 1900  | 896       |
| 1910  | 892       |
| 1921  | 888       |
| 1930  | 956       |
| 1940  | 858       |
| 1950  | 883       |
| 1960  | 839       |
| 1970  | 753       |
| 1980  | 807       |
| 1990  | 868       |
| 1995  | 807       |
| 2000  | 848       |
| 2005  | 780       |
| 2010  | 812       |
| 2020  | 780       |